# کالیوپی آراوزو
کالیوپی آراوزو (انگلیسی: Kalliopi Araouzou؛ زادهٔ ۶ مارس ۱۹۹۱) ورزشکار ورزش شنا اهل یونان است.
وی در مسابقات کشوری و بین‌المللی در مجموع برندهٔ ۱ مدال طلا و ۶ مدال نقره شده‌است.